# SMILY/彈珠
《SMILY／彈珠》是大塚愛的第8張單曲及首張的雙主打單曲。2005年5月11日由艾迴發行其之。DVD版本也同時發售。
SMILY封面是以黃色為底的簡單笑臉圖案，雙面都沒有本人圖像。同時SMILY為大塚愛自創單字，其原字為「Smiley」。

## 收錄曲目

### CD
1. SMILY（笑嘻嘻） (03:33)
第三張專輯《LOVE COOK》及第一張精選《愛 am BEST》收錄曲。
2. 彈珠 (04:06)
3. SMILY（演奏版） (03:03)
4. 彈珠（演奏版） (04:03)

### DVD
1. SMILY（笑嘻嘻）Music Clip